# Ignatius Phakoe
Ignatius Phakoe OMI (* 9. Juli 1927 in Koro-Koro, Basutoland; † 23. Juli 1989) war ein lesothischer römisch-katholischer Ordensgeistlicher und Bischof von Leribe.

## Leben
Ignatius Phakoe trat der Ordensgemeinschaft der Oblaten der Unbefleckten Jungfrau Maria bei und empfing am 7. Juli 1952 das Sakrament der Priesterweihe.
Am 3. Januar 1961 ernannte ihn Papst Johannes XXIII. zum Bischof von Leribe. Papst Johannes XXIII. spendete ihm am 21. Mai desselben Jahres im Petersdom die Bischofsweihe; Mitkonsekratoren waren der Weihbischof in New York, Fulton J. Sheen, und der Apostolische Vikar von al-Ubayyid, Edoardo Mason MCCJ.
Phakoe nahm an allen vier Sitzungsperioden des Zweiten Vatikanischen Konzils teil. Am 18. Juni 1968 nahm Papst Paul VI. das von Ignatius Phakoe vorgebrachte Rücktrittsgesuch an und ernannte ihn zum Titularbischof von Bettonium.